# 小田櫻
小田櫻（1999年3月12日—）神奈川縣出身，隸屬於演藝經紀公司UP-FRONT AGENCY旗下，原Hello! Pro研修生第十三期(成為研修生前曾參加S/mileage的第二期成員選拔)，後以第十一期成員的身分加入早安少女組。，目前是團裡的第一主唱。
官方應援色為薰衣草紫，身高153cm，血型A型。

## 個人簡歷

### 2011年
- 參與S/mileage新成員招募，於最終候補階段落選。
- 8月11日，Hello Pro!TIME播放特輯《號泣之合宿審查SP》。在12位合宿者裡，除了最開頭的自我介紹外，就未曾被旁白提及。特輯中只能隱約見到她出發時和中西香菜特別親密，以及深夜的她靜靜坐在房間被子上練歌[4]。
- 12月20日，於，發表與山賀香菜惠一起成為Hello! Pro研修生第十三期成員。

### 2012年
- 5月18日，新垣里沙與光井愛佳畢業當天，於日本武道館，淳君公佈早安將舉辦十一期成員甄選會[5]，最終約有7000人報名[6]。
- 9月14日，於神奈川県座間市立市民文化会館中舉行的秋季演唱會公開彩排上被宣布為早安少女組。第十一期唯一合格者[7]。
- 10月10日，參與《非常興奮 Take a chance》新曲發賣活動，是早安改為11人體制後首次活動[8]。
- 10月16日，播出《ゲスト まーちゃん》（第2回），由小田主持，嘉賓有佐藤優樹、鞘師里保和生田衣梨奈。同日釋出《非常興奮 Take a chance》小田版，全片一take過[9]。

### 2013年
- 1月23日，發行52單曲『Help me!!』，為加入後的首張單曲，獲日本公信榜週間第一位，亦是9、10、11期成員初次得到第一位[10]。
- 4月11日，開始Ameba部落格（於十期成員的部落格）。
- 7月10日，ハロ！ステ的固定節目上，初次演唱Solo曲。
- 7月17日，ハロ！ステ的固定節目上，第二次演唱Solo曲。
- 8月22日，首次舉辦個人Solo活動「早安少女組｡」[11]。
- 8月23日，於Youtube官方網站上釋出宣傳短片[12]。
- 11月14日，第二次舉辦個人Solo活動[13]。

### 2014年
- 3月13日，第三次舉辦個人Solo活動。
- 4月23日，發行與金澤朋子所組成的SATOYAMA SATOUMI新團體《ODATOMO》的單曲[14]。
- 6月5日至21日，在《LILIUM少女純潔歌劇》[15]中飾演Sylvatica（勿忘草）一角。後來就被佐藤優樹稱為「小田部地下」[3]，因為小田的角色名「Sylvatica」日語譯音是，其中與「部地下」的日語發音相同。

### 2016年
- 5月27日，發行第一本個人寫真集『さくら模様』。

### 2017年
- 11月17日，發行第二本個人寫真集『Sakura Breeze』。

### 2019年
- 3月12日，發行第三本寫真集『さくらのきせつ』。
- 7月9日，左肩胛骨周圍感到劇烈疼痛，就醫診斷為「頸椎間盤突出症」，預計需要休養一個月。
- 8月10日，出席「rock in Japan festival 2019」，宣告正式回歸。

### 2020年
- 2月1日，在籍天數超越初期前輩飯田圭織而擠進歷代前10名內。
- 3月2日，名列55位聲樂家選出來的日本女偶像最強歌唱排行榜第14名。
- 3月12日，發行第四本寫真集『SAKURA COLOR』。

### 2025年
- 7月1日，自早安少女組。新體制發表後，也宣布小田將於2026年畢業。[16][17]

## 人物
- 三兄妹中的長女(有哥哥及妹妹)。
- 名字取自父親很著迷的電影「男人真命苦」系列《寅次郎的故事》裡主角寅次郎的妹妹諏訪櫻。
- 幼兒園時已很喜歡迷你早安。
- 學過夏威夷草裙舞，於徵選S/mileage審查時曾表演過[18]。
- 特技是模仿早安家族的成員，如紺野朝美、藤本美貴及工藤遙[19]。
- 繼後藤真希、久住小春與光井愛佳之後第三位選秀單獨合格者。
- 製作人淳君高度讚賞其歌唱實力，甚至認為是早安家族歷來可以跟松浦亞彌和高橋愛比擬的BEST 3。
- 曾在受訪時表示想將高橋愛與新垣里沙當作歌唱方面的學習對象，舞蹈方面則是憧憬℃-ute成員中島早貴[20]。
- 早安家族中感情最好的成員為Kobushi Factory的浜浦彩乃。
- 為了早日和成員的關係變好，目標是每天至少和每個成員擁抱一次。
- 由於11期只有自己一個人，所以在2015年時經常被被拿來當作欺負哏(當時的9、10、12期成員都是4個人)。
- 最喜歡的歌曲是℃-ute的「Midnight Temptation」、早安少女組。的「SONGS」。
- 第九位在籍超過3000天、第五位在籍超過4000天的成員。

## 出演

### Radio
- 「モーニング娘。のモーニング女學院～放課後ミーティング～」

### 番組
- ハロー!SATOYAMAライフ（2012年6月21日～2013年12月27日、テレビ東京）
- The Girls Live（2014年1月9日～、テレビ東京）
- 『ゴゴスマ～GOGO!Smile!～』（2013年9月30日；2014年1月17日、CBCテレビ）
- 『なるほどプレゼンター！花咲かタイムズ』（2014年1月18日、CBCテレビ）

### 雜誌
- 「UTB」（2013年8月23日）
- 「BIG ONE GIRLS」（2013年8月28日）
- 「ヤンヤン」（2013年9月11日）
- 「Rolling Stone 」（2013年11月號）
- 「GiRLPOP」（2014年）
- 「週刊少年マガジン」（2014年1月29日）
- 「月刊エンタメ」（2014年1月30日）
- 「BOMB」（2014年3月8日）
- 「smart」（2014年4月24日）
- 「B.L.T.」（2014年4月24日）

### DVD
- 「Greeting ～小田さくら～」（2013年1月30日）
- 「Behind of Photobook～さくら模様～」（2016年11月29日）
- 「Sakura in Guam」（2017年12月27日、Zetima、EPXE-5127）

### 舞台．音樂劇
- ミュージカル「ＬＩＬＩＵＭ－リリウム　少女純潔歌劇－」（2014年6月5日～15日、東京池袋サンシャイン劇場；6月20～21日、大阪森ノ宮ピロティーホール）
- TRIANGLE-トライアングル（2015年6月18日 - 2015年6月28日 16公演（α編8公演、β編8公演）、サンシャイン劇場）－ローズウッド　役
- 続・11人いる! 東の地平・西の永遠（2016年6月11日・12日、京都劇場、6月16日 - 26日、サンシャイン劇場）－　東：フォース　西：フロル　役
- 演劇女子部「ファラオの墓」（2017年6月2日～6月11日、サンシャイン劇場）－　太陽の神殿編：サライ　砂漠の月編：サリオキス　役
- 演劇女子部「ファラオの墓〜蛇王・スネフェル〜」（2018年6月1日-6月10日、サンシャイン劇場、2018年6月15日-6月17日、大阪メルパルクホール）－ナイルキア 役

## 書籍
- モーニング娘。 15th Anniversary Photobook ZERO（2013年9月30日）

## 寫真集
- 『さくら模様』（2016年5月27日、ワニブックス）
- 『Sakura Breeze』（2017年11月17日、ワニブックス、撮影：西田幸樹）
- 『SAKURA COLOR』（2020年3月12日、ワニブックス、撮影：西田幸樹）

## 所屬團體組合
- Hello! Pro研修生（2011年11月～2012年9月14日）
- 早安少女組｡（2012年9月14日～）
- ODATOMO（SATOYAMA SATOUMI）（2014年3月13日～）

## 外部連結
- http://www.helloproject.com/morningmusume/profile/sakura_oda/ （页面存档备份，存于）
- （日語）
- モーニング娘。「天気組ブログ」  （页面存档备份，存于）